# Mágocs
Mágocs (deutsch: Magotsch, kroatisch Magoč) ist eine Kleinstadt in Ungarn. Die etwa 2500 Einwohner (2008) zählende Siedlung liegt im nördlichen Teil des Komitat Baranya. 
Das Klima ist sowohl im Sommer als auch im Winter relativ mild. Die jährliche Durchschnittstemperatur liegt bei 10 bis 10,5 °C.

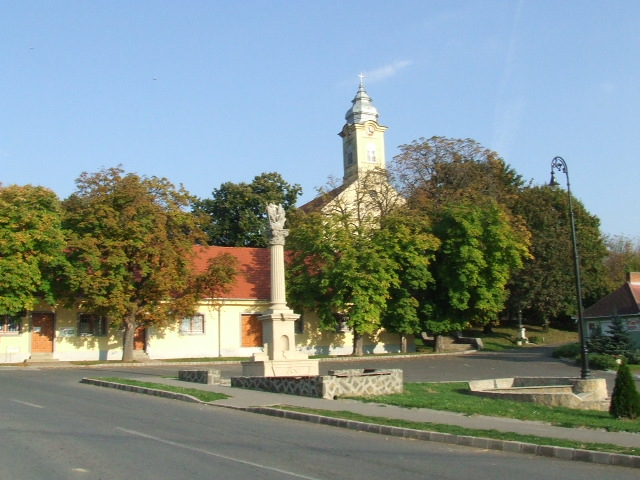
Dorfzentrum von Mágocs mit Kirche

## Verkehr
Die einzige öffentliche Straße zum Nachbardorf Alsómocsolád führt über Mágocs.
In 5 km Entfernung außerhalb des Dorfes befindet sich ein Bahnhof an der 1872 gebauten Bahnstrecke Dombóvár-Bátaszék.
Dombóvár, die nächste größere Stadt, liegt etwa 7 km entfernt.